# لجنة البرلمان الأوروبي للثقافة والتعليم
لجنة الثقافة والتعليم (بالإنجليزية: Committee on Culture and Education)‏ المعروفة اختصاراً بـ CULT هي إحدى لجان البرلمان الأوروبي. الرئيس الحالي للجنة هي نيلا ريهل ‏

## مسؤوليات اللجنة
يرتكز عم اللجنة على رفاهية جميع أعضاء الجنس البشري وزيادة فرص التعليم في جميع دول الاتحاد الأوروبي. وتركز اللجنة على 6 جوانب:
1. النظر في الجوانب الثقافية للاتحاد الأوروبي، وخاصة حماية التراث الثقافي، والتبادل الثقافي، والإبداع الفني لدول الاتحاد الأوروبي
2. النظر في سياسة التعليم في الاتحاد، سواء في أنظمة التعليم المدرسي، أو في برامج التعلم مدى الحياة، مثل المتاحف والمكتبات.
3. تطوير سياسة الإعلام السمعي البصري وربطها بأنظمة المعلومات التربوية.
4. النظر في تطوير سياسة الرياضة والترفيه مع سياسة إضافية للشباب.
5. السعي إلى ربط المعلومات بسياسة إعلامية.
6. التعاون مع الدول خار في مجالات الثقافة والتعليم والعلاقات مع المنظمات والمؤسسات الدولية ذات الصلة.